# Synargis
Synargis is een geslacht van vlinders uit de familie van de prachtvlinders (Riodinidae), onderfamilie Riodininae.
Synargis werd in 1819 voor het eerst wetenschappelijk beschreven door Hübner.

## Soorten
Synargis omvat de volgende soorten:
- Synargis abaris (Cramer, 1776)
- Synargis agle (Hewitson, 1853)
- Synargis axenus (Hewitson, 1876)
- Synargis bifasciata (Mengel, 1902)
- Synargis calyce (Felder, C & R. Felder, 1862)
- Synargis chaonia (Hewitson, 1853)
- Synargis dirca (Stichel, 1911)
- Synargis ethelinda (Hewitson, 1870)
- Synargis fenestrella (Lathy, 1932)
- Synargis galena (Bates, H, 1868)
- Synargis gela (Hewitson, 1853)
- Synargis mycone (Hewitson, 1865)
- Synargis nymphidioides (Butler, 1872)
- Synargis ochra (Bates, H, 1868)
- Synargis odites (Cramer, 1775)
- Synargis orestessa Hübner, 1819
- Synargis palaeste (Hewitson, 1870)
- Synargis paulistina (Stichel, 1910)
- Synargis phliasus (Clerck, 1764)
- Synargis pittheus (Hoffmansegg, 1818)
- Synargis regulus (Fabricius, 1793)
- Synargis soranus (Stoll, 1781)
- Synargis sylvarum (Bates, H, 1867)
- Synargis tytia (Cramer, 1777)
- Synargis victrix (Rebel, 1901)